# Awarisches Fürstentum

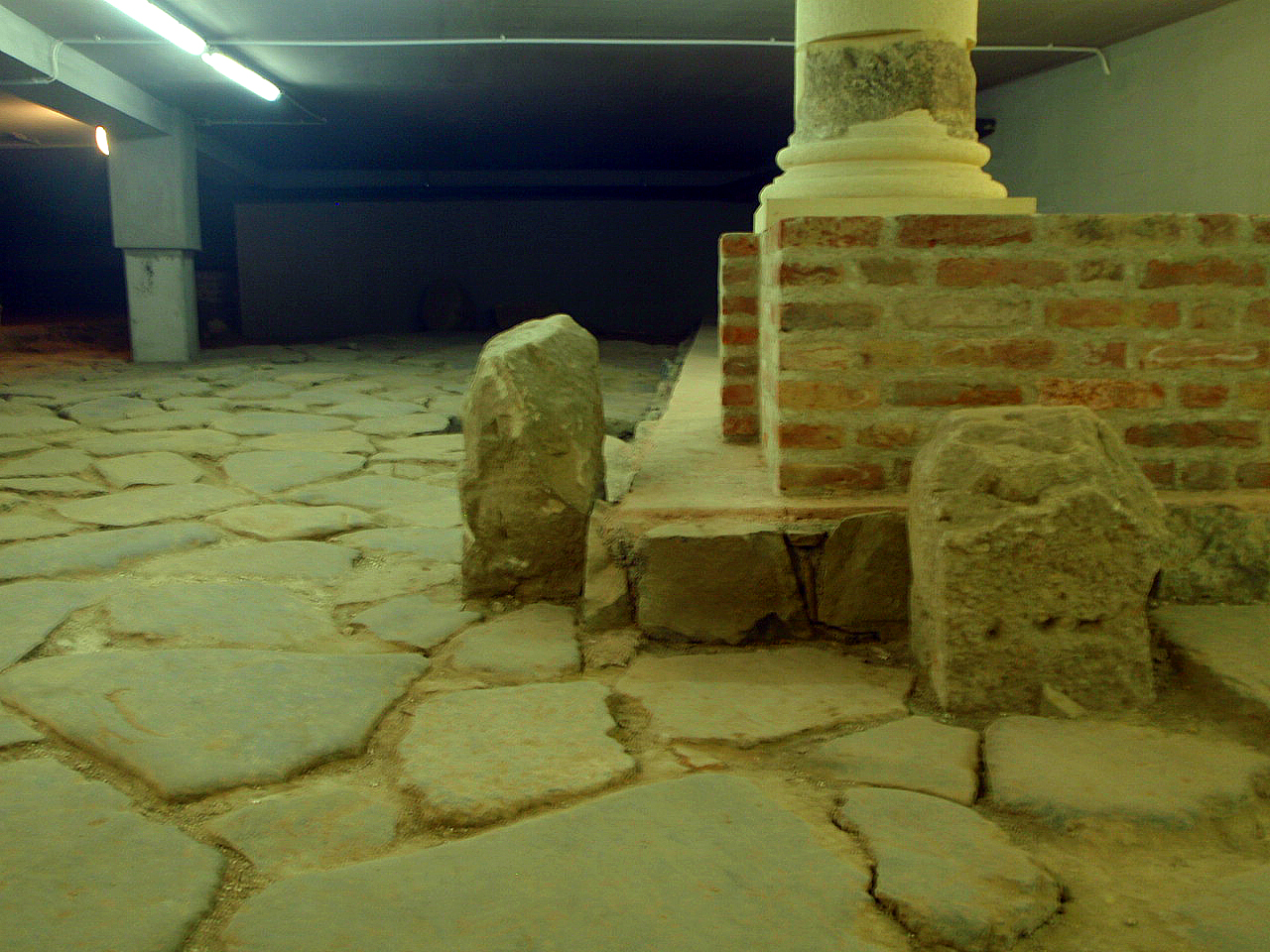
Die Bernsteinstraße bei Sabaria, hier als südlichster Punkt des Awarischen Fürstentums

Das Awarische Fürstentum (auch Awaren-Khaganat) war ein Stammesfürstentum christlicher Awarenherrscher unter fränkischer Oberhoheit innerhalb der fränkischen Awarenmark. Es umfasste einen Siedlungsraum zwischen Carnuntum und Sabaria – ein Gebiet im heutigen Südosten Niederösterreichs, dem Burgenland und Westen Ungarns – und bestand zwischen 805 und 828.

## Entstehung
Ende des 8. Jahrhunderts führte der fränkische König Karl der Große in der letzten Phase der fränkischen Expansion eine Reihe von Eroberungskriegen gegen das Reich der heidnischen Awaren, in deren Folge die zuvor einheitliche awarische Führungsschicht unter dem Großkhan (Khagan) auseinanderbrach und sich verschiedene Gruppen unter eigenen awarischen Führungspersönlichkeiten bildeten, die sich gegenseitig bekämpften. 796 wurde mit dem „Hring“ das ehemalige awarische Zentrum endgültig zerstört, womit das Awarenreich für die Franken als erobert galt.
Trotz Unterwerfung verschiedener awarischer Führer flammten aber bis in das Jahr 803 immer wieder neue Kämpfe zwischen Awaren und Franken auf. Da er mit seinen Leuten von feindlichen (und in den historischen Quellen nicht näher genannten) Slawen, die vermutlich von Süden her gegen die Awaren vorstießen, aus seinem ehemaligen Siedlungsgebiet verdrängt wurde, ersuchte der bereits als Christ bezeichnete Khapkan Theodor Karl den Großen um die Zuweisung eines Gebietes, das er selbst ausgewählt hatte. Karl entließ den Khapkan reich beschenkt und anerkannte das awarische Tributärfürstentum unter fränkischer Oberhoheit wie von Theodor gewünscht zwischen Carnuntum und Sabaria. Der Khapkan ließ sich nun in diesem Raum Pannoniens nieder.

## Siedlungsgebiet
Zu Beginn des 9. Jahrhunderts war die vormals nomadisch lebende awarische Bevölkerung bereits längere Zeit sesshaft und als Landbauern tätig. Auch wenn die germanische Berichterstattung des 9. und 10. Jahrhunderts die Awaren noch immer regelmäßig mit den Hunnen verwechselte, so zeugt sie doch detailreich über die Vorgänge auf awarischem Boden, wie die Annales regni Francorum über das Jahr 805. Das neue Siedlungsgebiet wird darin als inter Sabariam et Carnuntum bezeichnet. Dieses in spätawarischer Zeit noch ziemlich dicht bevölkerte Gebiet wurde infolge der Kriege mit den Franken vermutlich ziemlich entvölkert und bot dem Khapkan und seinem Volk ausreichend Lebensraum. Die beiden, in römischer Zeit bedeutenden, Städte Carnuntum und Sabaria an der Bernsteinstraße bildeten den nördlichen und südlichen Endpunkt des Gebietes. Aus den Quellen geht nicht hervor, ob die Bernsteinstraße die Achse oder eine Grenze des Khaganates markierte. Die Mehrheit der Historiker setzt das Gebiet des Vasallenfürstentums beidseits der Bernsteinstraße an, das somit etwa durch den Wienerwald im Westen und durch die Raab im Osten und Südosten begrenzt wurde. Doch auch der Raum westlich davon bis zur Enns, wo in Lorch eine Zollstelle für den Grenzhandel bestand, galt als „provincia Avarorum“.

## Die awarischen Fürsten

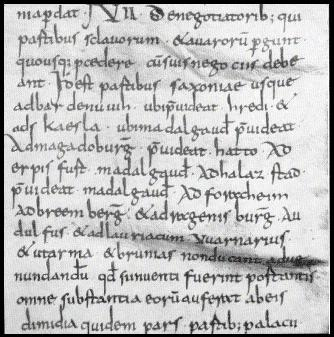
Teil 2, Artikel VII des Diedenhofener Kapitulars Karls des Großen vom 24. Dezember 805 verbot die Ausfuhr von Waffen ins Gebiet der Awaren

Khapkan Theodor starb noch im selben Jahr. Der von den benachbarten Bulgaren entlehnte awarische Khapkan-Titel kommt nur einmal in den Annalen vor. Es könnte sich dabei um einen neuen, prestigeträchtigen und noch nicht vorbelasteten, Titel handeln. Theodors Nachfolger als Fürst wurde Khagan Abraham, der sich am 21. September 805 an der Fischa hatte taufen lassen. Abraham bat Kaiser Karl die Khagan-Würde zu erneuern. Abraham und seine Nachfolger wurden damit als Fürsten „für alle Awaren“ zuständig und als Partner der fränkischen Politik anerkannt. Auch der awarische Würdenträger Tudun musste den Vorrang Abrahams anerkennen. Abraham ist seit dem Auftauchen der Awaren in Europa im Jahr 558 nach Baian erst der zweite namentlich bekannte awarische Khagan.
Das Awaren-Khaganat stand in einer Reihe abhängiger Fürstentümer entlang der fränkischen Reichsgrenzen, die sich vor allem auf ehemals awarischem Reichsgebiet bildeten, und entsandte regelmäßig Vertreter zu den fränkischen Reichstagen. Es bildete eine Pufferzone zwischen dem Frankenreich und dem Bulgarischen Reich. Militärisch war das Khaganat allerdings seit den Kriegen mit Karl dem Großen geschwächt und wurde durch das Verbot des Waffenhandels mit den Awaren und Slawen, eingeführt vom Kaiser im Diedenhofener Kapitular von 805, noch weiter beschränkt. Politisch unterstand das Khaganat dem Präfekten des bairischen Ostlandes. Dieses Amt erfüllten zwischen 805 und 811 nacheinander die Grafen Werner I., Albrih und Gotafrid, von 811 bis 828 Graf Gerold (II.).
Aufgrund seiner vorwiegend heidnischen Bewohner stand das Awarenreich bereits seit den ersten Awarenfeldzügen Karls des Großen in den 790er Jahren im Fokus der kirchlichen Bemühungen um die Christianisierung. Nach dem Ende der Kriege wurde 805 die Bistumsgrenze von Karl dem Großen bis zur Raab vorgezogen. Für die christliche Mission der Awaren waren für das Gebiet zwischen Enns und Raab das Bistum Passau und für das Gebiet um den Plattensee sowie zwischen Raab, Donau und Drau der Erzbischof von Salzburg zuständig. Der ungarische Historiker István Bóna hielt es für möglich, dass der Cundpald-Kelch aus dem Grab eines Chorbischofs Theoderich, der im Awaren-Khaganat tätig war, stammen könnte. Das Missionszentrum könnte demnach in der Nähe des heutigen Petőháza gelegen sein wo möglicherweise später auch Khagan Abraham seinen Hauptsitz errichtet hat. Archäologisch gibt es allerdings nur sehr wenige Spuren, die auf eine Missionstätigkeit hinweisen. Die heidnischen awarischen Gräberfelder wurden weiterhin belegt und mit Ausnahme des Cundpald-Kelches fehlen Funde christlichen Lebens im Awaren-Khaganat. Im Herrschaftsgebiet der awarischen Fürsten bestanden zu jener Zeit noch römische Städte und Befestigungen mit renovierbaren Ruinen wie Sabaria, Scarbantia und Keszthely-Fenékpuszta, die aber – mit Ausnahme vielleicht der civitas Sabaria – nicht zu weltlichen oder kirchlichen Zentren ausgebaut wurden.
Nach 803 sind keine Kämpfe mehr zwischen Awaren und Franken bekannt. Danach dürften die Slawen die größten Feinde der Awaren geworden sein, mit denen es in den folgenden Jahren abermals zu Kämpfen kam. 811 zogen drei fränkische Heere zum Schutz der Awaren nach Pannonien um die Kriege zu beenden. Die awarischen Fürsten Canizauci („Groß-Khan“), der in den Annalen ab 811 als alleiniger princeps bezeichnet wird und dessen Titel ebenfalls von den Bulgaren „geliehen“ ist, der Tudun und weitere awarische Große wurden daraufhin gemeinsam mit slawischen Fürsten dem Kaiser in Aachen vorgeladen. Die Oberherrschaft des fränkischen Kaisers und den Umstand, dass dieser über Land der Awaren verfügen konnte, zeigt unter anderem die Urkunde Karls des Großen vom 26. November 811, worin er der Abtei Niederaltaich seinen Besitz an der Pielachmündung bei Melk „in Avaria“ bestätigte. In der Ordinatio imperii des Jahres 817 teilte Kaiser Ludwig der Fromme neben anderen Ländereien im Osten Baierns auch das Awaren-Khaganat seinem Sohn Ludwig dem Deutschen als König von Baiern zu, der die Herrschaft in Baiern aber erst 825 wirklich antrat und danach wahrscheinlich kaum mehr mit hohen awarischen Würdenträgern zu tun hatte.

## Auflösung
822 kündigte sich ein Machtwechsel im Bereich des Awaren-Khaganats an. In diesem Jahr erschienen die Awaren zum letzten Mal, die slawischen Mährer hingegen das erste Mal auf einem Reichstag in Frankfurt. Mit der Annahme des Christentums und damit dem Verlust ihrer sakralen Tradition wurde die awarische Elite wohl politisch geschwächt. Eine Klimaverschlechterung, die für das Jahr 822 belegt ist, dürfte Mitgrund für das Ende der awarischen Aristokratie und Kriegerkaste gewesen sein. Es gibt Hinweise, dass die Leute verhungert und teilweise bei Kampfhandlungen ums Leben gekommen sind. Teile dürften auch in das benachbarte Bulgarenreich unter Khan Omurtag abgewandert sein. Die letzten Nachrichten awarischer Grenzen stammen von 826/827, als die Bulgaren das fränkische Reich angriffen und versuchten, in Pannonien eigene Führungsstrukturen zu errichten. Die Bulgaren trafen dabei keine awarischen Würdenträger an. Diese waren bereits durch slawische Fürsten verdrängt worden. 828 wurde das Awaren-Khaganat im Zuge einer administrativen Neuordnung des bairischen Ostlandes aufgelöst. Damit endete die fast 250 Jahre andauernde politische Existenz der Awaren, des einst wichtigsten Machtfaktors zwischen dem Frankenreich und dem Byzantinischen Reich, endgültig. Im Vertrag von Verdun 843 wurden nur mehr zinspflichtige awarische Bauern erwähnt.
Die Herrschaft über das Gebiet des Awarenkhaganats übernahmen im Norden ab ca. 830 die Mährer, im Süden (vielleicht schon um 825) der fränkische Graf Rihheri als Leiter der Grafschaft Steinamanger und im Südosten ab ca. 838 Pribina als Fürst des Plattensee-Fürstentums. Dass die awarische Kultur aber nicht schlagartig zu Ende ging, zeigen beispielsweise Ausgrabungen bei Zalavár, die awarische Bestattungsriten über die Zeit des Awarischen Fürstentums hinaus belegen. In Niederösterreich (zum Beispiel Funde bei Sommerein), im Gebiet zwischen Donau und Theiß unter ungarischer Herrschaft und weiter östlich unter der Oberhoheit der Bulgaren konnten sich die Awaren noch bis ins 10. Jahrhundert halten. Die russische Nestorchronik des Hochmittelalters kommentierte das Ende der einst so gefürchteten Awaren: „Die Awaren waren groß an Körper und stolzen Sinnes, und Gott vertilgte sie, und sie alle starben, und nicht ein einziger Aware ist geblieben. Und es gibt ein Sprichwort in Russland bis auf diesen Tag: Sie sind verschwunden wie der Obor (Awar), von dem es weder Nachkommen noch Erben gibt.“